# Igreja de Nossa Senhora das Mercês (Mariana)

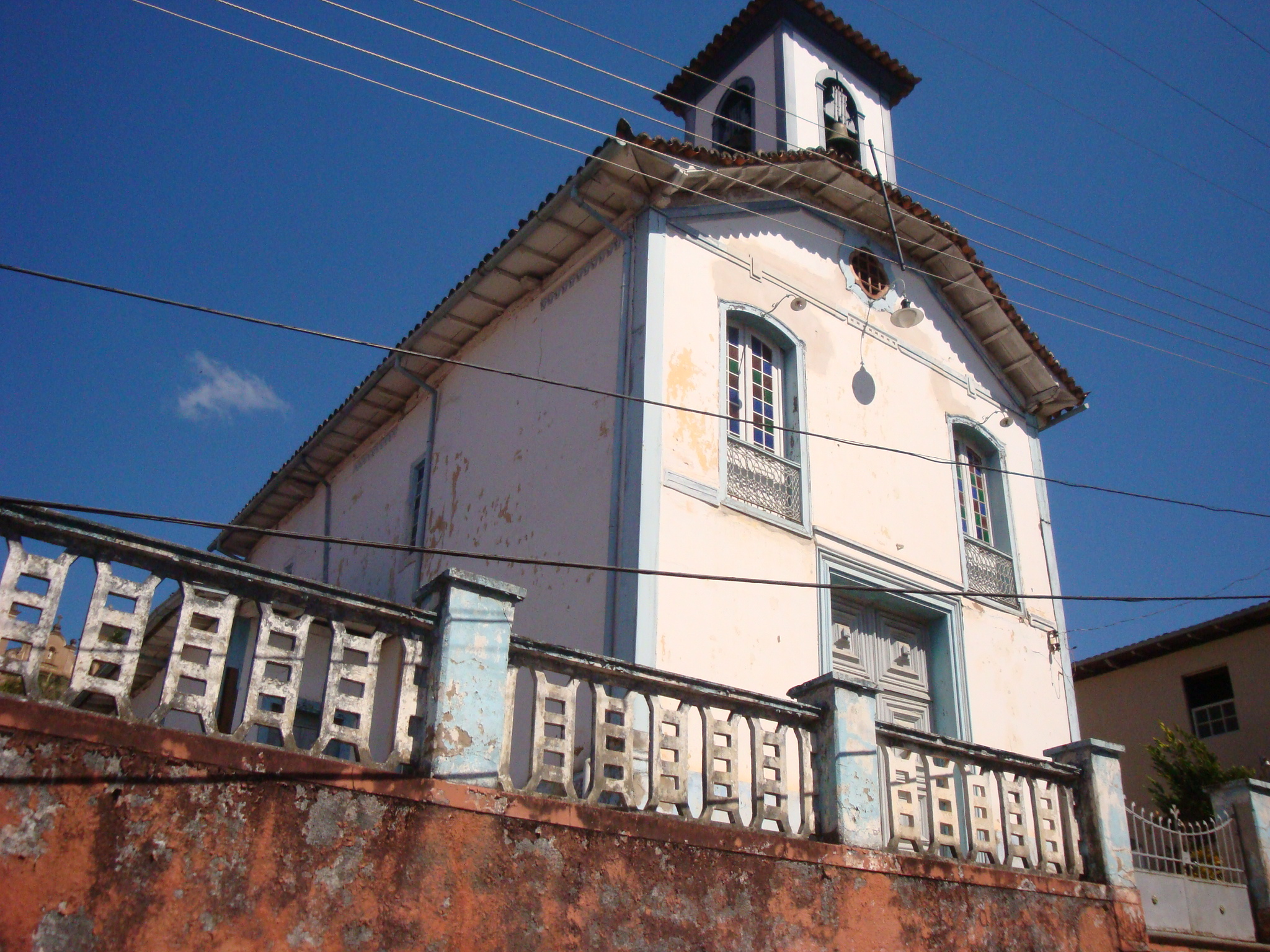
Igreja de Nossa Senhora das Mercês, localizada na Rua das Mercês, centro histórico de Mariana

A Igreja de Nossa Senhora das Mercês localiza-se no centro historico de Mariana, Minas Gerais.

## História
A igreja foi construida a partir de iniciativa da Irmandade de Nossa Senhora das Mercês da Redenção dos Cativos, que foi instituida em 16 de maio de 1787. Cônego Raimundo Trindade, todavia, afirma que a provisão seria de 1769, e que a Igreja começou a ser construida nessa data. Já Salomão de Vasconcellos aponta o ano de 1787 para o início das obras. Provavelmente, a exemplo do ocorrido com outras igrejas mineiras do período, tenha existido anteriormente uma capela primitiva da Irmandade, tendo a edificação da igreja definitiva sido construida depois.
A inexistência de elementos documentais, impossibilita também o devido esclarecimento sobre a autoria do projeto e das obras de construção. Embora dada como construída em fins do século XVIII, o que parece ser justificado pela solução adotada em seu frontispício, é constituída, entretanto, na sua parte principal, por estrutura em madeira e taipa, recursos construtivos já abandonados nas construções religiosas daquele período.
Possivelmente, em 1871, o edifício se encontrava em obras, uma vez que naquele ano a Irmandade solicitou à Câmara Municipal a doação de degraus de pedra do antigo Pelourinho da cidade, então demolido, para a construção de uma escada para o Presbitério da Capela. Esta hipótese encontra sustentação na ampliação do telhado, indicando aumento ou reforma do corpo principal e da sacristia. No século XX, novas restaurações e alterações ocorreriam, algumas delas descaracterizantes como a de 1936, quando foram realizados os seguintes serviços: substituição dos velhos muros de pedra do jardim por balaustrada; entijolamento do átrio, em lugar das lajes antigas; colocação de aldrabas cimentadas nos beirais.
Em seu cemitério anexo está enterrado o Monsenhor José Silvério Horta, pároco em processo de beatificação.

### Combate a escravidão
As Irmandades de Nossa Senhora das Mercês tem sua origem na Espanha medieval, no contexto de reconquista da Peninsula Ibérica, naquele momento dominada por árabes muçulmanos, do Califado Omíada. A Ordem Real e Militar de Nossa Senhora das Mercês da Redenção dos Cativos surgiu através dos investimentos de São Pedro Nolasco e São Raimundo da Penaforte, com o rei Jaime I, sendo ao mesmo tempo uma força militar e religiosa.
A Ordem tinha por principio a castidade, obediência e o voto de pobreza, e aos poucos foi se espalhando por toda a Europa. Chegando ao Brasil, por volta de 1639, aqui sobressaiu o cárater assistencialista do grupo. Nas Minas Gerais, a irmandade ligou-se aos escravizados, dedicando-se a luta de combate a escravidão. A partir da busca de apoio material, anualmente a Irmandade comprava a alforria de escravizados, libertando-os do cativeiro.

### Rituais
A Irmandade ainda existe, e até os dias atuais segue os mesmos rituais tradicionais do contexto setecentista. Destaca-se a esse respeito a celebração de sua padroeira, Nossa Senhora das Mercês, em setembro.

## Descrição

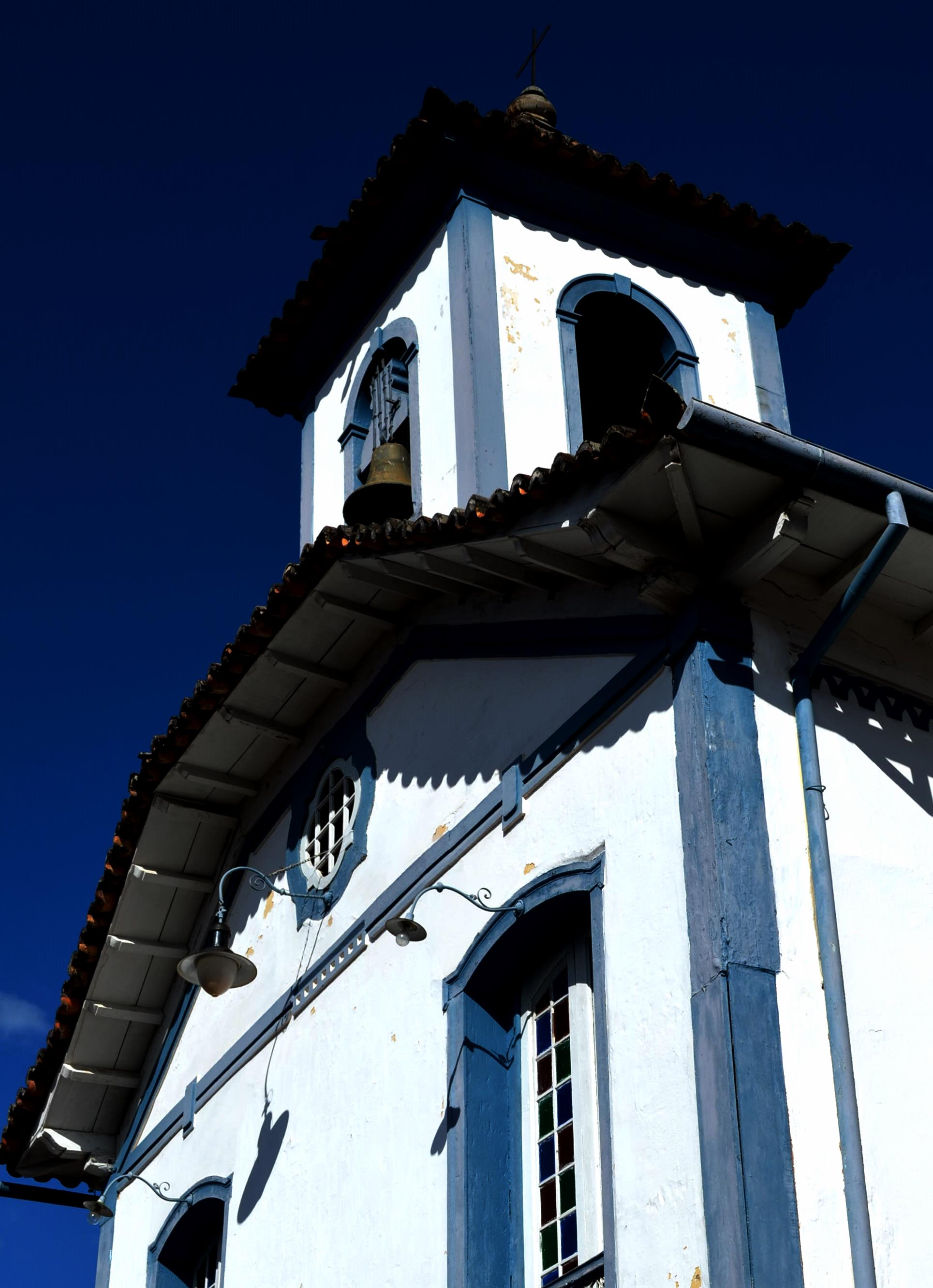
Igreja de Nossa Senhora das Mercês

A Igreja de Nossa Senhora das Mercês se assemelha, tanto na arquitetura como na decoração da talha, com a capela da Arquiconfraria de São Francisco, construída pela mesma época. Sua fachada é encimada por um campanário, como a maioria das capelas de fins do século XVIII, resguardando, entretanto, a feição das construções do início do século, especialmente por se tratar de uma construção de madeira e taipa.
Internamente caracteriza-se pela simplicidade do conjunto das talhas e despojamento decorativo dos altares laterais. As colunas são retas e lisas, assim como os captéis. O altar do lado do Evangelho pertence, desde a sua origem, ao grupo da Sagrada Família. As imagens são em madeira, decoradas em ouro. O altar do lado da Epístola, é consagrado a Nossa Senhora do Parto, obra também rara, talhada em madeira e dourada, parecendo da mesma procedência.
Destacam-se no conjunto, as grades do coro e a balaustrada da nave, em madeira torneada, de jacarandá preto. Além das imagens de boa qualidade, a igreja conserva na sacristia painéis, objetos de cunho religioso, uma mesa artística que pertenceu ao Frei Cipriano e poltronas em estilo Luís XV, que foram de D. Manuel da Cruz, primeiro bispo de Mariana.